# GAZ-13
O GAZ-13 Chaika (Gaivota) é um automóvel fabricado pela Gorkovsky Avtomobilny Zavod (GAZ, Gorky Automobile Plant) de 1959 a 1981 como a 1ª geração de sua marca Chaika. É notoriamente conhecido por seu estilo que lembrava os automóveis Packard americanos dos anos 1950.

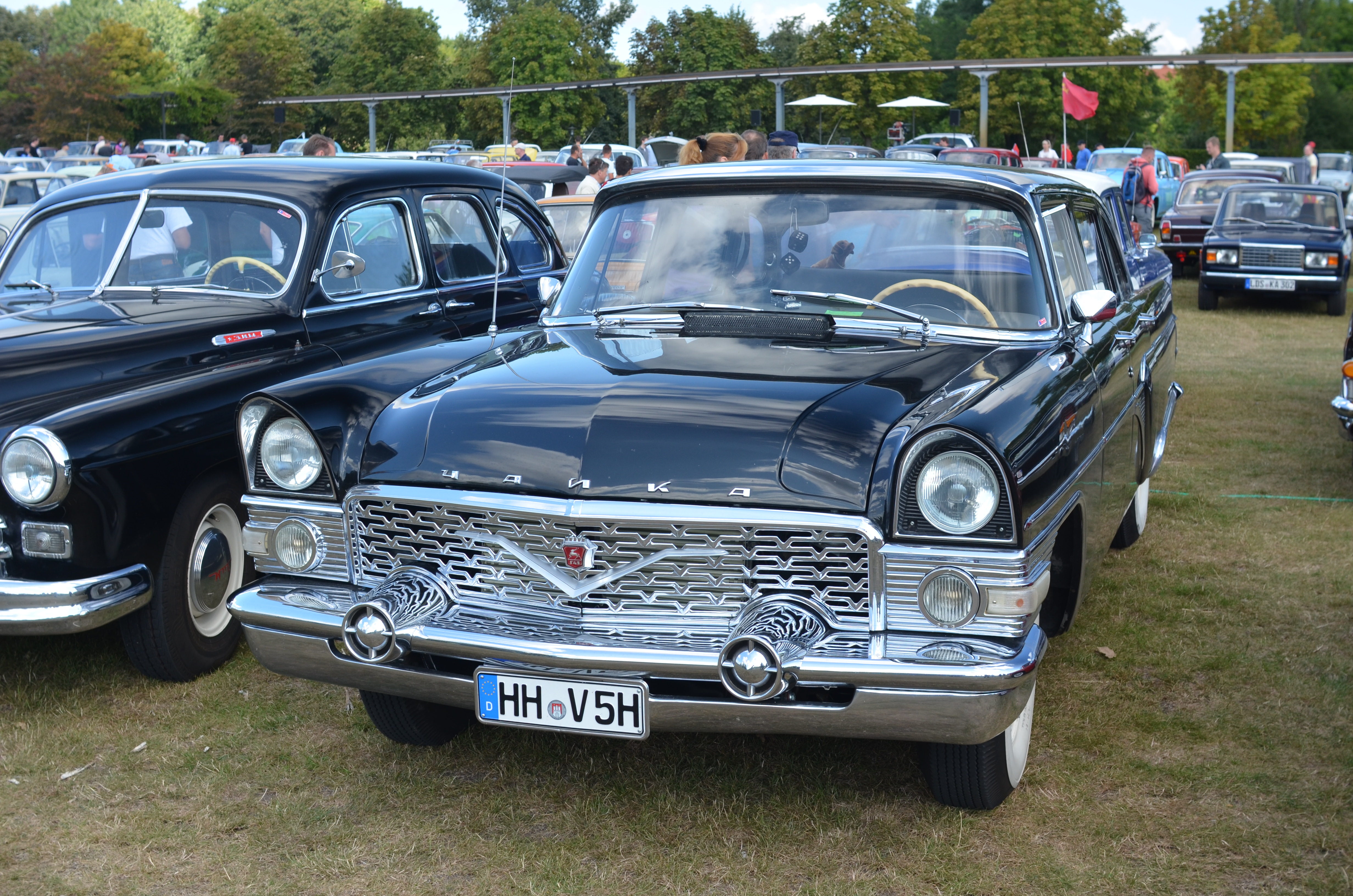
Vista frontal
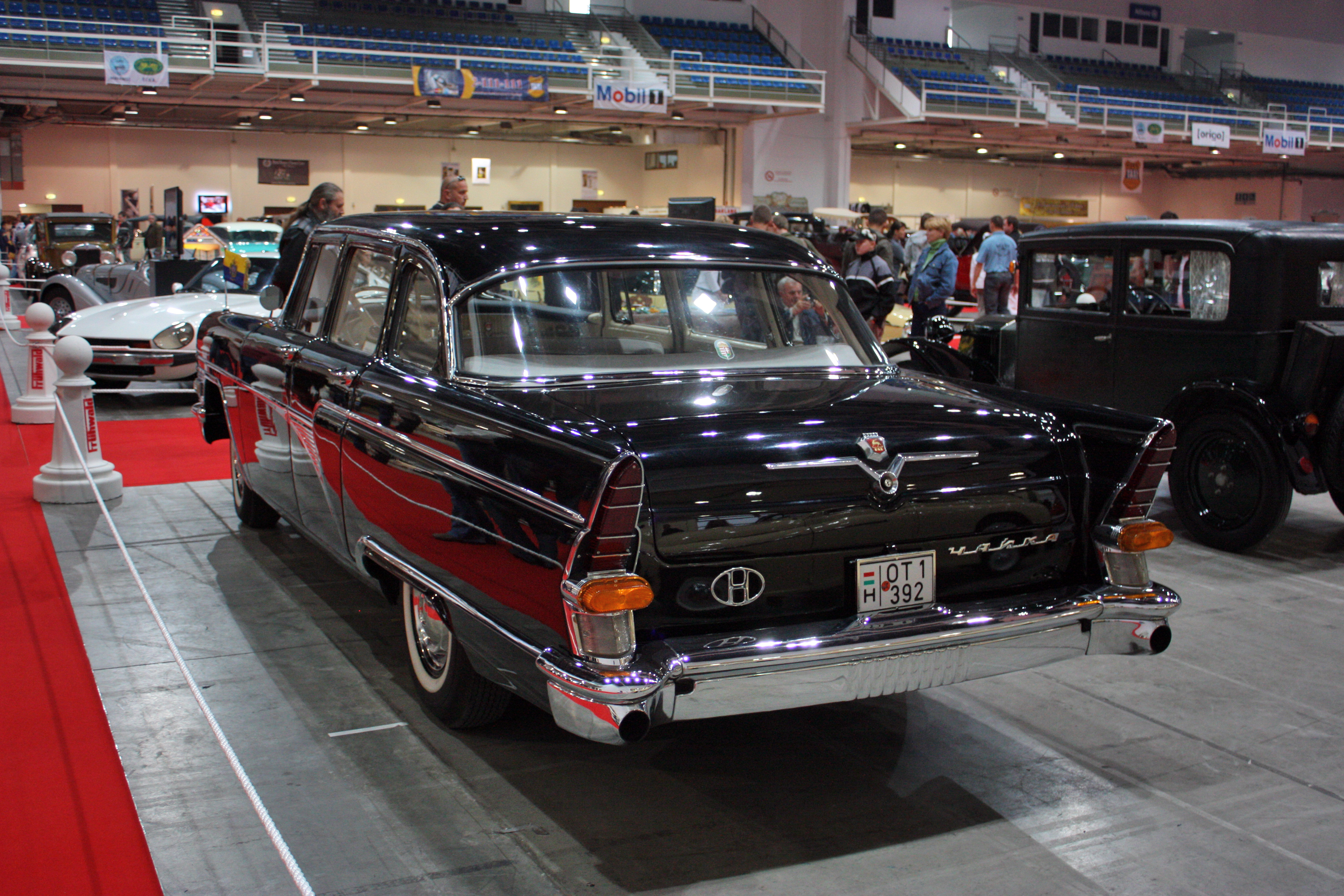
Vista traseira
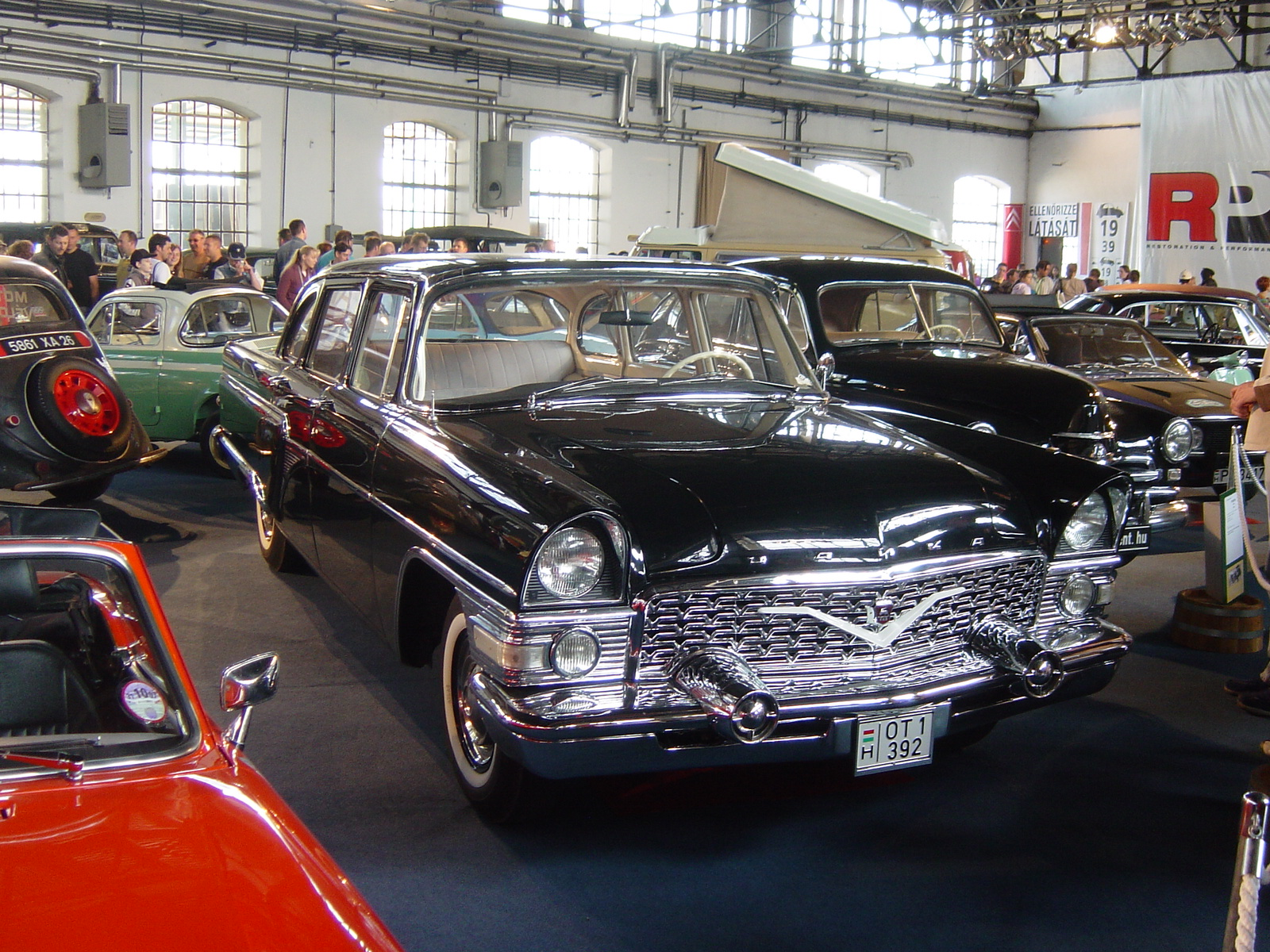
Versão sedã
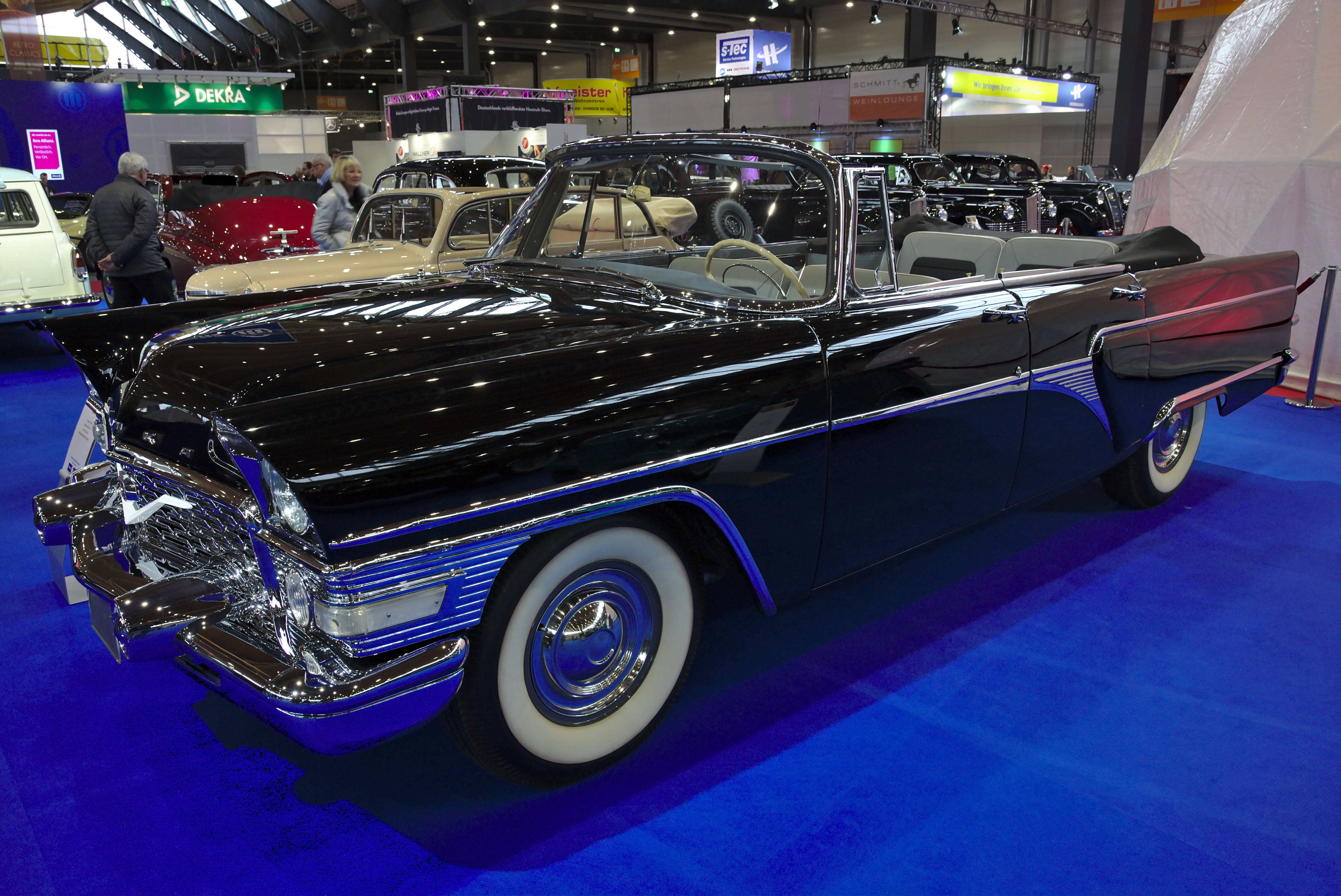
Conversível
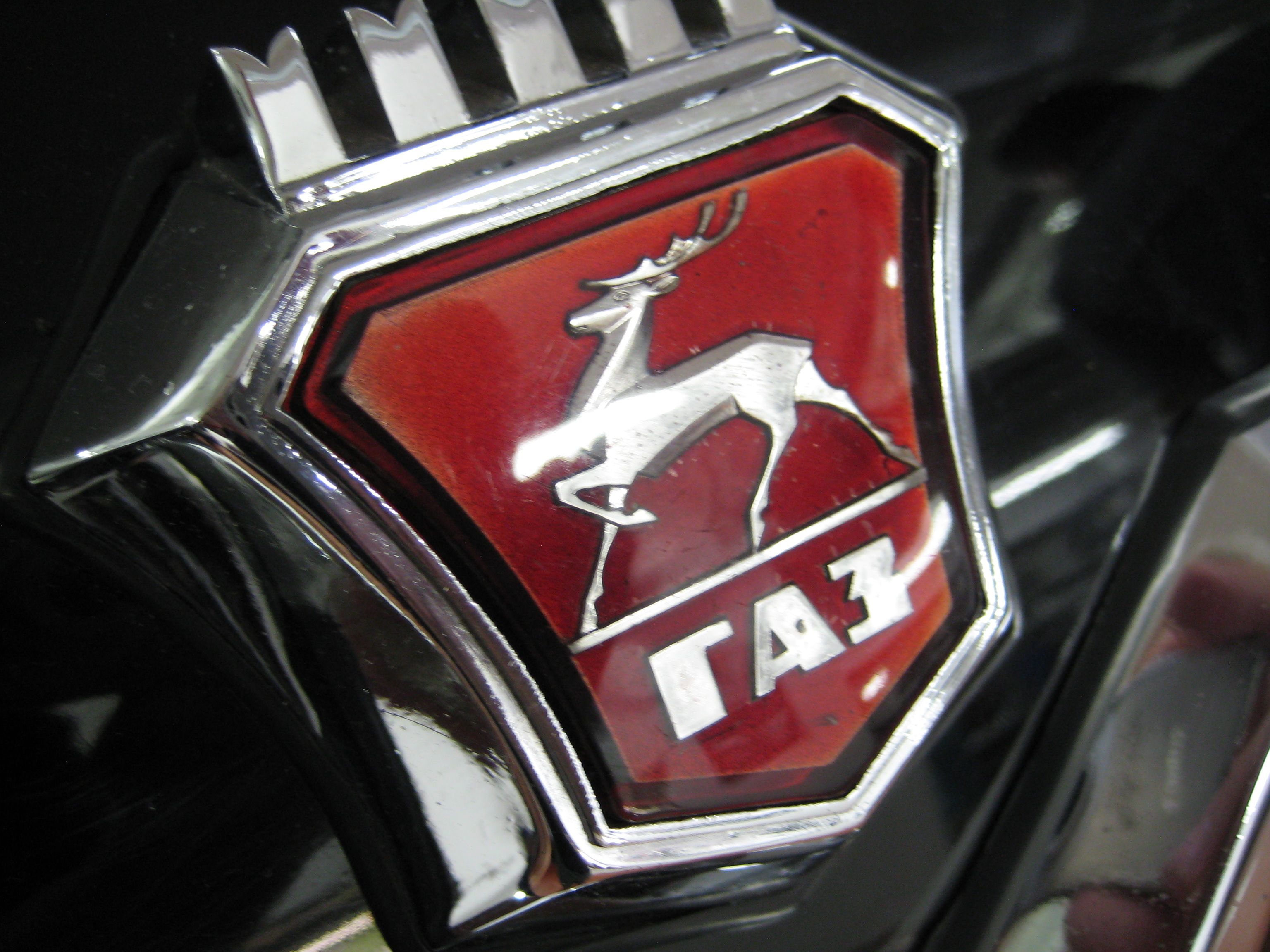
Logo da GAZ
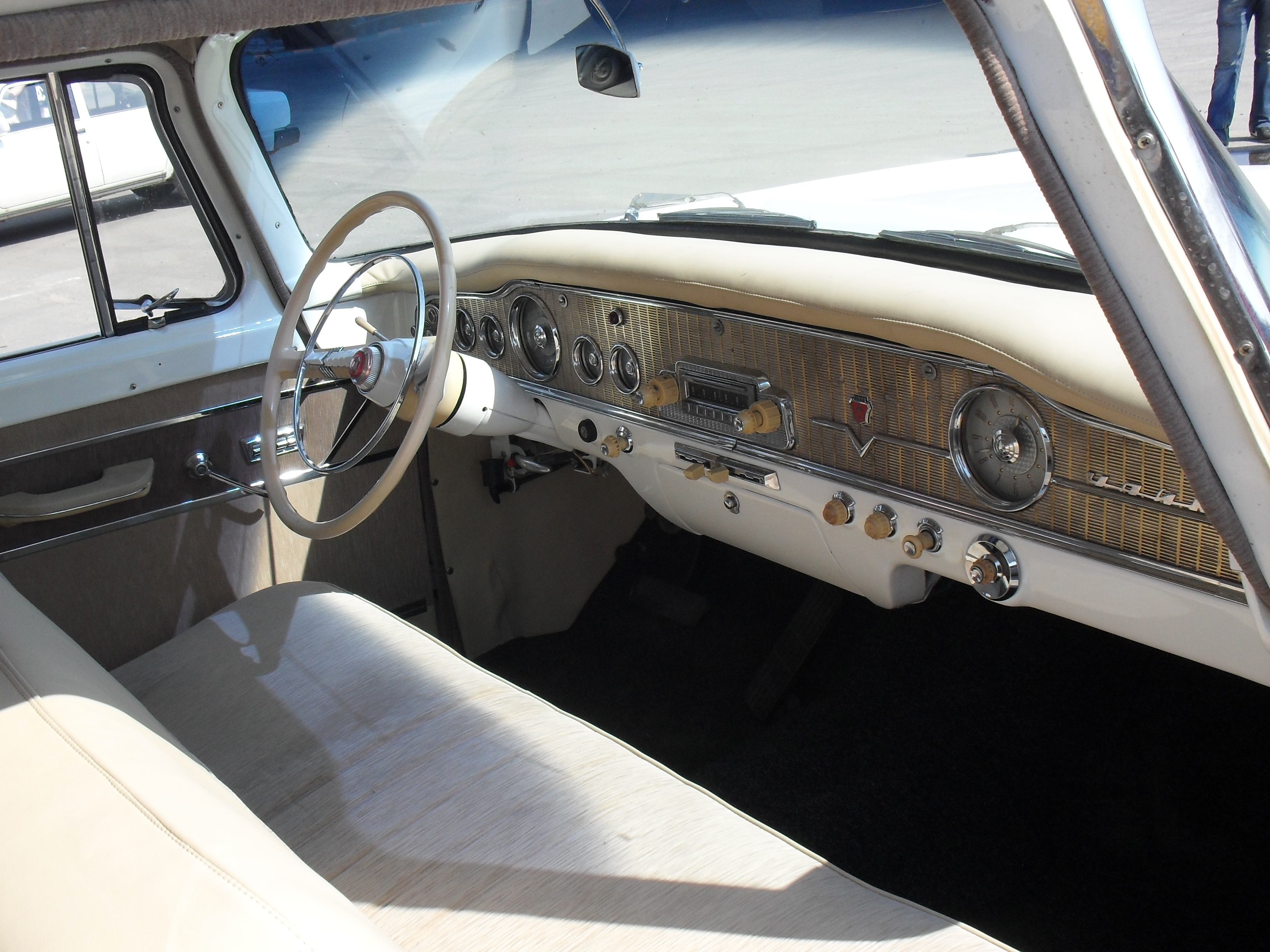
Interior do GAZ-13